# Steinhausen (Szwajcaria)
Steinhausen – miejscowość i gmina (Politische Gemeinde) w środkowej Szwajcarii, w kantonie Zug.

## Historia
Pierwsze ślady osadnictwa na terenie gminy pochodzą z epoki kamienia. Znaleziska z późniejszych czasów świadczą o obecności człowieka na terenie dzisiejszej gminy podczas epoki brązu, żelaza, oraz w czasach rzymskich. Jako osobna gmina została wydzielona z miasta Zug w 1798. Licząca wówczas ok. 500 mieszkańców gmina, była najmniejsza pod względem populacji w kantonie Zug. Realizowane w XX wieku inwestycje infrastrukturalne przyczyniły się do gwałtownego wzrostu liczby mieszkańców od lat .50 XX w. Do roku 2010 populacja powiększyła się niemal dziesięciokrotnie.

## Demografia
W Steinhausen mieszka 10 308 osób. W 2021 roku 26,8% populacji gminy stanowiły osoby urodzone poza Szwajcarią.

## Transport
Przez teren gminy przebiega autostrada A14.